# Abd al-Razzak Samarkandi
Abd al-Razzak Samarkandi —Abd al-Razzak Kaman al-Din ibn Djalal al-Din Ishak al-Samarkandi— (Herat, 7 de novembre de 1413 - juliol o agost del 1482) fou un historiador i erudit persa dels timúrides al servei principalment de Shah Rukh. Era fill d'un imam i cadi de Shakrukh.
Va ocupar alguns càrrec oficials. La seva missió més important fou una ambaixada a l'Índia del gener del 1442 el desembre de 1444. Alguns sobirans indis eren vassalls nominals de Shah Rukh però l'ambaixador va visitar Vijayanagar on governava un sobirà hindú. El 1446 va anar en missió oficial a la seu del governador de Gilan, Muhammad Rashti, per interessar-se per la seva resistència i la de l'emir Nāser Kīa a la revolta del príncep Sultan Muhammad. A la mort de Shah Rukh el 1447 va viure a les corts dels seus successors a Samarcanda Abd al-Latif (1449-1450) i Abdallah Mirza (1450-1451) però va evitar al successor Abu-Saïd (1451-1469) i es va orientar cap a Abu l-Kasim Babur (que va governar a Herat vers 1447 i també a Kabul des de vers 1451, fins a la seva mort el 1457) i el va acompanyar a la seva marxa a Iraq i Fars (1452) i a la campanya contra Abu-Saïd (1454), on finalment, després de lluitar a les portes de Samarcanda, van arribar a un acord de fronteres. Quan Abu-Saïd va ocupar Herat el 1458, va acceptar una missió oficial a Gurgan on va ser testimoni de la conquesta de Ḥusayn Bāykarā. Va retornar amb l'oferta de Huseyn de ser vassall d'Abu-Saïd. Nomenat director d'una madrassa a Herat per consell del visir Ḵhwādja Kuṭb al-Din Ṭāūs Semnānī, va conservar aquest càrrec fins a la mort l'estiu del 1482.
Va fer missions per Shakrukh a l'Índia, Gilan i Egipte i fou ulema de la cort amb un salari assignat. En un viatge a Yadz va conèixer al historiador Sharaf al-Din Ali, conegut com a Yazdi
Va escriure la crònica anomenada Maṭlaʿ-e saʿdayn va maǰmaʿ-e baḥrayn ("El sorgiment de dues constel·lacions predestinades i la unió de dos mars"), amb dues parts, la primera sobre Abu-Saïd el ilkhànida (naixement 1304, accessió al tron 1316/1317) i sobre el timúrida Abu-Saïd que va viure del 1424 al 1469, cobrint el període del 1417 a la mort de Tamerlà el 1405; la segona part sobre les lluites de Tamerlà fins a la mort d'Abu-Saïd el 1469, amb un annex sobre la pujada al tron de Ḥusayn Bāykarā.
També va escriure un relat de la seva ambaixada a l'Índia amb una descripció de la ciutat de Vijayanagar. Una història d'Herat que va escriure s'ha perdut.
El 1462 fou nomenat shaikh del monestir de Xah Rukh a Herat on va restar fins a la mort que es va produir el 1482.

## Nota
1. ↑  En aquesta darrera no va arribar a sortir per haver mort Shakrukh